# Большемогильное
Большемогильное — деревня в Любинском районе Омской области. В составе Боголюбовского сельского поселения.

## История
В 1928 г. село Больше-Могильное состояло из 208 хозяйств, основное население — русские. Центр Больше-Могильного сельсовета Любинского района Омского округа Сибирского края.

## Население
| 2010 |
| ---- |
| 93   |